# Gliceraldeide-3-fosfato deidrogenasi (NADP+)
La gliceraldeide-3-fosfato deidrogenasi (GAPDH) è un enzima appartenente alla classe delle ossidoreduttasi, che catalizza la seguente reazione:
D-gliceraldeide-3-fosfato + H2O + GAPDH ⇄ 1,3-difosfo-D-glicerato + NADH + 2 H+ + GAPDH